# Eugene Delmar
Pour les articles homonymes, voir Delmar.
Eugene Delmar est un joueur d'échecs américain né le 12 septembre 1841 à New York et mort le 22 février 1909 à New York, qui fut un des meilleurs joueurs américains du dernier quart du xixe siècle. 

## Carrière aux échecs
Delmar remporta le championnat de l'État de New York à plusieurs reprises (en 1887, 1890, 1891, 1895 et 1897).
En match, il battit :
- James Mason en 1874 (2,5 à 1,5) ;
- Sam Loyd en 1879 (6 à 2) ;
- S. Lipschütz en 1888 (5 à 3), mais perdit le match revanche en 1890 (4,5 à 8,5) ;
- William Pollock en 1891 (5 à 3).

Il disputa également des matchs contre les meilleurs joueurs de la fin du xixe siècle : George Henry Mackenzie (en 1870), Johannes Zukertort (en 1883), Wilhelm Steinitz (en 1883), Emanuel Lasker (en 1892 et 1901), Carl Walbrodt (en 1893), Adolf Albin (en 1894) et Frank Marshall (en 1900).
Il participa à deux congrès américains :
- sixième sur dix participants à New York en 1880 (9,5 points sur 18) ;
- neuvième-dixième, ex æquo avec Jackson Showalter, sur vingt joueurs à New York en 1889, avec 18 points sur 38 et une victoire sur le vainqueur Mikhaïl Tchigorine.

En 1893, il finit troisième ex æquo avec 8 points sur 13 du tournoi international de New York remporté par Emanuel Lasker devant Adolf Albin. En 1894, il termina cinquième avec 5 points sur 10 du tournoi de New York remporté par Wilhelm Steinitz.